# FIA-GT-Meisterschaft 1998

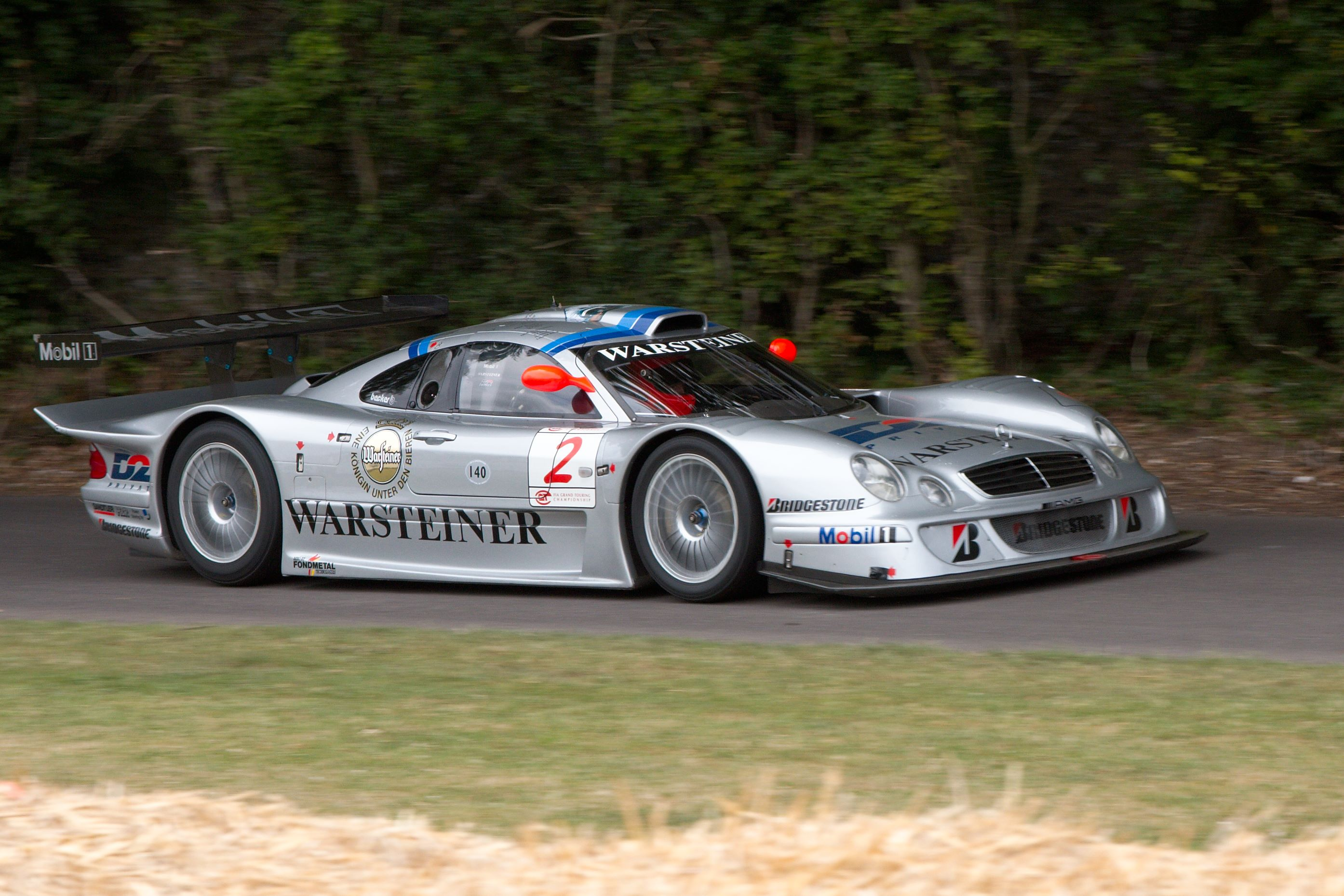
Klaus Ludwig und Ricardo Zonta gewannen mit einem Mercedes-Benz CLK LM den Meistertitel.

Die FIA-GT-Meisterschaft 1998 war die zweite Saison der FIA-GT-Meisterschaft.
Der Saisonstart fand am 12. April 1998 in Oschersleben und das Finale am 25. Oktober auf dem Laguna Seca Raceway statt.
Insgesamt wurden zehn Rennen an Rennwochenenden in Deutschland, Großbritannien, Frankreich, Ungarn, Japan, Österreich und den Vereinigten Staaten gefahren.
Gesamt- und GT1-Sieger wurden Klaus Ludwig und der Brasilianer Ricardo Zonta im Mercedes-Benz CLK GTR und Mercedes-Benz CLK LM mit 77 Punkten. Die GT2-Wertung gewannen Olivier Beretta und Pedro Lamy mit 92 Punkten mit einer Chrysler Viper GTS-R.

## Starterfeld
Folgende Fahrer und Teams sind in der Saison gestartet.

### GT1-Starterfeld
| Nr. | Fahrer                   | Team                    | Fahrzeug (Motor)                                                                              | Reifen | Rennwochenende |
| --- | ------------------------ | ----------------------- | --------------------------------------------------------------------------------------------- | ------ | -------------- |
| 1   | Bernd Schneider          | AMG-Mercedes            | Mercedes-Benz CLK GTR (Mercedes-Benz 6.0 l V12) Mercedes-Benz CLK LM (Mercedes-Benz 5.0 l V8) | B      | alle           |
| 1   | Mark Webber              | AMG-Mercedes            | Mercedes-Benz CLK GTR (Mercedes-Benz 6.0 l V12) Mercedes-Benz CLK LM (Mercedes-Benz 5.0 l V8) | B      | alle           |
| 2   | Ricardo Zonta            | AMG-Mercedes            | Mercedes-Benz CLK GTR (Mercedes-Benz 6.0 l V12) Mercedes-Benz CLK LM (Mercedes-Benz 5.0 l V8) | B      | alle           |
| 2   | Klaus Ludwig             | AMG-Mercedes            | Mercedes-Benz CLK GTR (Mercedes-Benz 6.0 l V12) Mercedes-Benz CLK LM (Mercedes-Benz 5.0 l V8) | B      | alle           |
| 3   | Éric Bernard             | DAMS                    | Panoz GTR-1 (Ford 6.0 l V8)                                                                   | M      | 1–5, 7, 9, 10  |
| 3   | David Brabham            | DAMS                    | Panoz GTR-1 (Ford 6.0 l V8)                                                                   | M      | 1–5, 7, 9, 10  |
| 3   | Franck Lagorce           | DAMS                    | Panoz GTR-1 (Ford 6.0 l V8)                                                                   | M      | 6, 8           |
| 3   | Christophe Tinseau       | DAMS                    | Panoz GTR-1 (Ford 6.0 l V8)                                                                   | M      | 6, 8           |
| 3   | Johnny O’Connell         | DAMS                    | Panoz GTR-1 (Ford 6.0 l V8)                                                                   | M      | 6              |
| 5   | Andreas Scheld           | Zakspeed Racing         | Porsche 911 GT1 ’98 (Porsche 3.2 l Turbo Flat-6)                                              | P      | 1–5, 7–9       |
| 5   | Alexander Grau           | Zakspeed Racing         | Porsche 911 GT1 ’98 (Porsche 3.2 l Turbo Flat-6)                                              | P      | 1–5            |
| 5   | Armin Hahne              | Zakspeed Racing         | Porsche 911 GT1 ’98 (Porsche 3.2 l Turbo Flat-6)                                              | P      | 6–9            |
| 5   | Fabien Giroix            | Zakspeed Racing         | Porsche 911 GT1 ’98 (Porsche 3.2 l Turbo Flat-6)                                              | P      | 6              |
| 5   | Jean-Denis Delétraz      | Zakspeed Racing         | Porsche 911 GT1 ’98 (Porsche 3.2 l Turbo Flat-6)                                              | P      | 6              |
| 6   | Michael Bartels          | Zakspeed Racing         | Porsche 911 GT1 ’98 (Porsche 3.2 l Turbo Flat-6)                                              | P      | alle           |
| 6   | Armin Hahne              | Zakspeed Racing         | Porsche 911 GT1 ’98 (Porsche 3.2 l Turbo Flat-6)                                              | P      | 1–5            |
| 6   | Alexander Grau           | Zakspeed Racing         | Porsche 911 GT1 ’98 (Porsche 3.2 l Turbo Flat-6)                                              | P      | 6              |
| 6   | Andreas Scheld           | Zakspeed Racing         | Porsche 911 GT1 ’98 (Porsche 3.2 l Turbo Flat-6)                                              | P      | 6              |
| 6   | Max Angelelli            | Zakspeed Racing         | Porsche 911 GT1 ’98 (Porsche 3.2 l Turbo Flat-6)                                              | P      | 7–10           |
| 7   | Allan McNish             | Porsche AG              | Porsche 911 GT1 ’98 (Porsche 3.2 l Turbo Flat-6)                                              | M      | alle           |
| 7   | Yannick Dalmas           | Porsche AG              | Porsche 911 GT1 ’98 (Porsche 3.2 l Turbo Flat-6)                                              | M      | 1, 3–10        |
| 7   | Bob Wollek               | Porsche AG              | Porsche 911 GT1 ’98 (Porsche 3.2 l Turbo Flat-6)                                              | M      | 2              |
| 7   | Stéphane Ortelli         | Porsche AG              | Porsche 911 GT1 ’98 (Porsche 3.2 l Turbo Flat-6)                                              | M      | 6              |
| 8   | Jörg Müller              | Porsche AG              | Porsche 911 GT1 ’98 (Porsche 3.2 l Turbo Flat-6)                                              | M      | alle           |
| 8   | Uwe Alzen                | Porsche AG              | Porsche 911 GT1 ’98 (Porsche 3.2 l Turbo Flat-6)                                              | M      | 1–4, 6–10      |
| 8   | Bob Wollek               | Porsche AG              | Porsche 911 GT1 ’98 (Porsche 3.2 l Turbo Flat-6)                                              | M      | 5–6            |
| 9   | Jan Lammers              | Team Hezemans           | Bitter GT1 (Chrysler 8.0 l V10)                                                               | G      | 2, 3           |
| 9   | Mike Hezemans            | Team Hezemans           | Bitter GT1 (Chrysler 8.0 l V10)                                                               | G      | 2, 3           |
| 10  | Rainer Bonnetsmüller     | Team Hezemans           | Bitter GT1 (Chrysler 8.0 l V10)                                                               | G      | 2, 3           |
| 10  | Manfred Jurasz           | Team Hezemans           | Bitter GT1 (Chrysler 8.0 l V10)                                                               | G      | 2, 3           |
| 10  | Stefan Hackl             | Team Hezemans           | Bitter GT1 (Chrysler 8.0 l V10)                                                               | G      | 2              |
| 10  | Michael Fielder          | Team Hezemans           | Bitter GT1 (Chrysler 8.0 l V10)                                                               | G      | 3              |
| 11  | Christophe Bouchut       | Team Persson Motorsport | Mercedes-Benz CLK GTR (Mercedes-Benz 6.0 l V12)                                               | B      | alle           |
| 11  | Bernd Mayländer          | Team Persson Motorsport | Mercedes-Benz CLK GTR (Mercedes-Benz 6.0 l V12)                                               | B      | alle           |
| 12  | Marcel Tiemann           | Team Persson Motorsport | Mercedes-Benz CLK GTR (Mercedes-Benz 6.0 l V12)                                               | B      | alle           |
| 12  | Jean-Marc Gounon         | Team Persson Motorsport | Mercedes-Benz CLK GTR (Mercedes-Benz 6.0 l V12)                                               | B      | alle           |
| 15  | Thomas Bscher            | Davidoff Classic        | McLaren F1 GTR (BMW 6.0 l V12)                                                                | G      | 1–3, 5–8       |
| 15  | Geoff Lees               | Davidoff Classic        | McLaren F1 GTR (BMW 6.0 l V12)                                                                | G      | 1–3, 5–8       |
| 17  | Patrice Goueslard        | Larbre Compétition      | Porsche 911 GT1 Evo (Porsche 3.2 l Turbo Flat-6)                                              | M      | 4, 5           |
| 17  | Bob Wollek               | Larbre Compétition      | Porsche 911 GT1 Evo (Porsche 3.2 l Turbo Flat-6)                                              | M      | 4              |
| 17  | Carl Rosenblad           | Larbre Compétition      | Porsche 911 GT1 Evo (Porsche 3.2 l Turbo Flat-6)                                              | M      | 4              |
| 17  | Jack Leconte             | Larbre Compétition      | Porsche 911 GT1 Evo (Porsche 3.2 l Turbo Flat-6)                                              | M      | 5              |
| 17  | Jean-Luc Chéreau         | Larbre Compétition      | Porsche 911 GT1 Evo (Porsche 3.2 l Turbo Flat-6)                                              | M      | 5              |
| 27  | Jean-Luc Maury-Laribière | Parabolica Motorsports  | McLaren F1 GTR (BMW 6.0 l V12)                                                                | D      | 2–4            |
| 27  | Patrick Caternet         | Parabolica Motorsports  | McLaren F1 GTR (BMW 6.0 l V12)                                                                | D      | 2–4            |
| 27  | Stefan Widmann           | Parabolica Motorsports  | McLaren F1 GTR (BMW 6.0 l V12)                                                                | D      | 3              |

### GT2-Starterfeld
| Nr. | Fahrer               | Team                             | Fahrzeug (Motor)                                                               | Reifen | Rennwochenende |
| --- | -------------------- | -------------------------------- | ------------------------------------------------------------------------------ | ------ | -------------- |
| 51  | Olivier Beretta      | Viper Team Oreca                 | Chrysler Viper GTS-R (Chrysler 8.0 l V10)                                      | M      | alle           |
| 51  | Pedro Lamy           | Viper Team Oreca                 | Chrysler Viper GTS-R (Chrysler 8.0 l V10)                                      | M      | alle           |
| 51  | Dominique Dupuy      | Viper Team Oreca                 | Chrysler Viper GTS-R (Chrysler 8.0 l V10)                                      | M      | 6              |
| 52  | Karl Wendlinger      | Viper Team Oreca                 | Chrysler Viper GTS-R (Chrysler 8.0 l V10)                                      | M      | alle           |
| 52  | David Donohue        | Viper Team Oreca                 | Chrysler Viper GTS-R (Chrysler 8.0 l V10)                                      | M      | 1, 3, 4, 9, 10 |
| 52  | Justin Bell          | Viper Team Oreca                 | Chrysler Viper GTS-R (Chrysler 8.0 l V10)                                      | M      | 2, 6–8         |
| 52  | Marc Duez            | Viper Team Oreca                 | Chrysler Viper GTS-R (Chrysler 8.0 l V10)                                      | M      | 5              |
| 52  | Hideshi Matsuda      | Viper Team Oreca                 | Chrysler Viper GTS-R (Chrysler 8.0 l V10)                                      | M      | 6              |
| 53  | Ni Amorim            | Chamberlain Engineering          | Chrysler Viper GTS-R (Chrysler 8.0 l V10)                                      | D      | 1–5, 7–10      |
| 53  | Gonçalo Gomes        | Chamberlain Engineering          | Chrysler Viper GTS-R (Chrysler 8.0 l V10)                                      | D      | 1–3            |
| 53  | Gary Ayles           | Chamberlain Engineering          | Chrysler Viper GTS-R (Chrysler 8.0 l V10)                                      | D      | 4, 5           |
| 53  | Matt Turner          | Chamberlain Engineering          | Chrysler Viper GTS-R (Chrysler 8.0 l V10)                                      | D      | 6, 7           |
| 53  | Hans Hugenholtz Jr.  | Chamberlain Engineering          | Chrysler Viper GTS-R (Chrysler 8.0 l V10)                                      | D      | 6, 9, 10       |
| 53  | Hiroshi Sakai        | Chamberlain Engineering          | Chrysler Viper GTS-R (Chrysler 8.0 l V10)                                      | D      | 6              |
| 53  | Martin Short         | Chamberlain Engineering          | Chrysler Viper GTS-R (Chrysler 8.0 l V10)                                      | D      | 7              |
| 53  | Manfred Stohl        | Chamberlain Engineering          | Chrysler Viper GTS-R (Chrysler 8.0 l V10)                                      | D      | 8              |
| 53  | Dominic Chappell     | Chamberlain Engineering          | Chrysler Viper GTS-R (Chrysler 8.0 l V10)                                      | D      | 9              |
| 53  | Spencer Trenery      | Chamberlain Engineering          | Chrysler Viper GTS-R (Chrysler 8.0 l V10)                                      | D      | 10             |
| 54  | Matt Turner          | Chamberlain Engineering          | Chrysler Viper GTS-R (Chrysler 8.0 l V10)                                      | D      | 1, 2           |
| 54  | Ashley Ward          | Chamberlain Engineering          | Chrysler Viper GTS-R (Chrysler 8.0 l V10)                                      | D      | 1              |
| 54  | Hans Hugenholtz Jr.  | Chamberlain Engineering          | Chrysler Viper GTS-R (Chrysler 8.0 l V10)                                      | D      | 2              |
| 55  | Andy Pilgrim         | Saleen-Allen Speedlab            | Saleen Mustang SR (Ford 5.9 l V8)                                              |        | 10             |
| 55  | Terry Borcheller     | Saleen-Allen Speedlab            | Saleen Mustang SR (Ford 5.9 l V8)                                              |        | 10             |
| 55  | Ron Johnson          | Saleen-Allen Speedlab            | Saleen Mustang SR (Ford 5.9 l V8)                                              |        | 10             |
| 56  | Claudia Hürtgen      | Roock Racing                     | Porsche 911 GT2 (Porsche 3.6 l Turbo Flat-6)                                   | Y      | alle           |
| 56  | Stéphane Ortelli     | Roock Racing                     | Porsche 911 GT2 (Porsche 3.6 l Turbo Flat-6)                                   | Y      | 1–3, 5, 7–10   |
| 56  | Emmanuel Collard     | Roock Racing                     | Porsche 911 GT2 (Porsche 3.6 l Turbo Flat-6)                                   | Y      | 4              |
| 56  | Mike Hezemans        | Roock Racing                     | Porsche 911 GT2 (Porsche 3.6 l Turbo Flat-6)                                   | Y      | 6              |
| 56  | Jan Lammers          | Roock Racing                     | Porsche 911 GT2 (Porsche 3.6 l Turbo Flat-6)                                   | Y      | 6              |
| 57  | Bruno Eichmann       | Roock Racing                     | Porsche 911 GT2 (Porsche 3.6 l Turbo Flat-6)                                   | Y      | alle           |
| 57  | Sascha Maassen       | Roock Racing                     | Porsche 911 GT2 (Porsche 3.6 l Turbo Flat-6)                                   | Y      | 1–6            |
| 57  | Hisashi Wada         | Roock Racing                     | Porsche 911 GT2 (Porsche 3.6 l Turbo Flat-6)                                   | Y      | 6              |
| 57  | Mike Hezemans        | Roock Racing                     | Porsche 911 GT2 (Porsche 3.6 l Turbo Flat-6)                                   | Y      | 7–10           |
| 57  | André Ahrlé          | Roock Racing                     | Porsche 911 GT2 (Porsche 3.6 l Turbo Flat-6)                                   | Y      | 7              |
| 58  | André Ahrlé          | Roock Sportsystem                | Porsche 911 GT2 (Porsche 3.6 l Turbo Flat-6)                                   | Y      | 1–6, 8–10      |
| 58  | Ratanakul Prutirat   | Roock Sportsystem                | Porsche 911 GT2 (Porsche 3.6 l Turbo Flat-6)                                   | Y      | 1, 3–6         |
| 58  | Tim Sugden           | Roock Sportsystem                | Porsche 911 GT2 (Porsche 3.6 l Turbo Flat-6)                                   | Y      | 2              |
| 58  | Peter Owen           | Roock Sportsystem                | Porsche 911 GT2 (Porsche 3.6 l Turbo Flat-6)                                   | Y      | 2              |
| 58  | Robert Nearn         | Roock Sportsystem                | Porsche 911 GT2 (Porsche 3.6 l Turbo Flat-6)                                   | Y      | 6              |
| 58  | John Robinson        | Roock Sportsystem                | Porsche 911 GT2 (Porsche 3.6 l Turbo Flat-6)                                   | Y      | 7              |
| 58  | Hugh Price           | Roock Sportsystem                | Porsche 911 GT2 (Porsche 3.6 l Turbo Flat-6)                                   | Y      | 7              |
| 58  | Sascha Maassen       | Roock Sportsystem                | Porsche 911 GT2 (Porsche 3.6 l Turbo Flat-6)                                   | Y      | 8              |
| 58  | Andy Pilgrim         | Roock Sportsystem                | Porsche 911 GT2 (Porsche 3.6 l Turbo Flat-6)                                   | Y      | 9              |
| 58  | Robert Schirle       | Roock Sportsystem                | Porsche 911 GT2 (Porsche 3.6 l Turbo Flat-6)                                   | Y      | 10             |
| 58  | Dirk Layer           | Roock Sportsystem                | Porsche 911 GT2 (Porsche 3.6 l Turbo Flat-6)                                   | Y      | 10             |
| 60  | Michel Neugarten     | Elf Haberthur Racing             | Porsche 911 GT2 (Porsche 3.6 l Turbo Flat-6)                                   | G      | alle           |
| 60  | Gerd Ruch            | Elf Haberthur Racing             | Porsche 911 GT2 (Porsche 3.6 l Turbo Flat-6)                                   | G      | alle           |
| 60  | Marco Spinelli       | Elf Haberthur Racing             | Porsche 911 GT2 (Porsche 3.6 l Turbo Flat-6)                                   | G      | 1–5, 7, 8      |
| 60  | Michel Ligonnet      | Elf Haberthur Racing             | Porsche 911 GT2 (Porsche 3.6 l Turbo Flat-6)                                   | G      | 6              |
| 60  | Zak Brown            | Elf Haberthur Racing             | Porsche 911 GT2 (Porsche 3.6 l Turbo Flat-6)                                   | G      | 9, 10          |
| 61  | Éric Graham          | Elf Haberthur Racing             | Porsche 911 GT2 (Porsche 3.6 l Turbo Flat-6)                                   | G      | 1, 3, 4, 6, 7  |
| 61  | David Smadja         | Elf Haberthur Racing             | Porsche 911 GT2 (Porsche 3.6 l Turbo Flat-6)                                   | G      | 1, 3, 6, 7     |
| 61  | Hervé Poulain        | Elf Haberthur Racing             | Porsche 911 GT2 (Porsche 3.6 l Turbo Flat-6)                                   | G      | 1, 4           |
| 61  | David Velay          | Elf Haberthur Racing             | Porsche 911 GT2 (Porsche 3.6 l Turbo Flat-6)                                   | G      | 3, 4           |
| 61  | Mauro Casadei        | Elf Haberthur Racing             | Porsche 911 GT2 (Porsche 3.6 l Turbo Flat-6)                                   | G      | 5, 8, 9        |
| 61  | Kersten Jodexnis     | Elf Haberthur Racing             | Porsche 911 GT2 (Porsche 3.6 l Turbo Flat-6)                                   | G      | 5              |
| 61  | Dieter Fähler        | Elf Haberthur Racing             | Porsche 911 GT2 (Porsche 3.6 l Turbo Flat-6)                                   | G      | 5              |
| 61  | Masahiro Kimoto      | Elf Haberthur Racing             | Porsche 911 GT2 (Porsche 3.6 l Turbo Flat-6)                                   | G      | 6              |
| 61  | Emmanuel Clérico     | Elf Haberthur Racing             | Porsche 911 GT2 (Porsche 3.6 l Turbo Flat-6)                                   | G      | 7              |
| 61  | Bruno Lambert        | Elf Haberthur Racing             | Porsche 911 GT2 (Porsche 3.6 l Turbo Flat-6)                                   | G      | 8, 10          |
| 61  | Karl Baron           | Elf Haberthur Racing             | Porsche 911 GT2 (Porsche 3.6 l Turbo Flat-6)                                   | G      | 8              |
| 61  | Klaus Horn           | Elf Haberthur Racing             | Porsche 911 GT2 (Porsche 3.6 l Turbo Flat-6)                                   | G      | 9              |
| 61  | Mike Conte           | Elf Haberthur Racing             | Porsche 911 GT2 (Porsche 3.6 l Turbo Flat-6)                                   | G      | 10             |
| 62  | Uwe Sick             | Stadler Motorsport               | Porsche 911 GT2 (Porsche 3.6 l Turbo Flat-6)                                   | P      | alle           |
| 62  | Axel Röhr            | Stadler Motorsport               | Porsche 911 GT2 (Porsche 3.6 l Turbo Flat-6)                                   | P      | 1–5, 7–9       |
| 62  | Franz Hunkeler       | Stadler Motorsport               | Porsche 911 GT2 (Porsche 3.6 l Turbo Flat-6)                                   | P      | 6              |
| 62  | Jörg Clavuot         | Stadler Motorsport               | Porsche 911 GT2 (Porsche 3.6 l Turbo Flat-6)                                   | P      | 6              |
| 62  | Renato Mastropietro  | Stadler Motorsport               | Porsche 911 GT2 (Porsche 3.6 l Turbo Flat-6)                                   | P      | 9, 10          |
| 62  | Will Langhorne       | Stadler Motorsport               | Porsche 911 GT2 (Porsche 3.6 l Turbo Flat-6)                                   | P      | 10             |
| 63  | Michael Trunk        | Krauss Race Sports International | Porsche 911 GT2 (Porsche 3.6 l Turbo Flat-6)                                   | D      | 1–5, 7–10      |
| 63  | Bernhard Müller      | Krauss Race Sports International | Porsche 911 GT2 (Porsche 3.6 l Turbo Flat-6)                                   | D      | 1–5, 7–10      |
| 65  | Martin Stretton      | Konrad Motorsport                | Porsche 911 GT2 (Porsche 3.6 l Turbo Flat-6)                                   | D      | alle           |
| 65  | Toni Seiler          | Konrad Motorsport                | Porsche 911 GT2 (Porsche 3.6 l Turbo Flat-6)                                   | D      | 1–5, 7–10      |
| 65  | Yukihiro Hane        | Konrad Motorsport                | Porsche 911 GT2 (Porsche 3.6 l Turbo Flat-6)                                   | D      | 6              |
| 65  | Jun Harada           | Konrad Motorsport                | Porsche 911 GT2 (Porsche 3.6 l Turbo Flat-6)                                   | D      | 6              |
| 66  | Franz Konrad         | Konrad Motorsport                | Porsche 911 GT2 (Porsche 3.6 l Turbo Flat-6)                                   | D      | alle           |
| 66  | Nick Ham             | Konrad Motorsport                | Porsche 911 GT2 (Porsche 3.6 l Turbo Flat-6)                                   | D      | 1–3            |
| 66  | Stéphane Sallaz      | Konrad Motorsport                | Porsche 911 GT2 (Porsche 3.6 l Turbo Flat-6)                                   | D      | 4, 6           |
| 66  | Altfrid Heger        | Konrad Motorsport                | Porsche 911 GT2 (Porsche 3.6 l Turbo Flat-6)                                   | D      | 5–8            |
| 66  | Jan Lammers          | Konrad Motorsport                | Porsche 911 GT2 (Porsche 3.6 l Turbo Flat-6)                                   | D      | 9, 10          |
| 67  | Wido Rössler         | Remus Racing                     | Porsche 911 GT2 (Porsche 3.6 l Turbo Flat-6)                                   |        | 8              |
| 67  | Herbert Drexler      | Remus Racing                     | Porsche 911 GT2 (Porsche 3.6 l Turbo Flat-6)                                   |        | 8              |
| 69  | Gerold Ried          | Proton Competition               | Porsche 911 GT2 (Porsche 3.6 l Turbo Flat-6)                                   | P      | alle           |
| 69  | Patrick Vuillaume    | Proton Competition               | Porsche 911 GT2 (Porsche 3.6 l Turbo Flat-6)                                   | P      | alle           |
| 69  | Manfred Jurasz       | Proton Competition               | Porsche 911 GT2 (Porsche 3.6 l Turbo Flat-6)                                   | P      | 6              |
| 96  | Horst Felbermayr     | Proton Competition               | Porsche 911 GT2 (Porsche 3.6 l Turbo Flat-6)                                   | P      | 1–5, 7, 8      |
| 96  | Horst Felbermayr Jr. | Proton Competition               | Porsche 911 GT2 (Porsche 3.6 l Turbo Flat-6)                                   | P      | 1–5, 7, 8      |
| 70  | Cor Euser            | Marcos Racing International      | Marcos LM600 (Chevrolet 5.9 l V8)                                              | D      | alle           |
| 70  | Harald Becker        | Marcos Racing International      | Marcos LM600 (Chevrolet 5.9 l V8)                                              | D      | alle           |
| 70  | Christian Vann       | Marcos Racing International      | Marcos LM600 (Chevrolet 5.9 l V8)                                              | D      | 3, 4, 6–10     |
| 71  | Herman Buurman       | Marcos Racing International      | Marcos LM600 (Chevrolet 5.9 l V8)                                              | D      | 9, 10          |
| 71  | Manno Schaafsma      | Marcos Racing International      | Marcos LM600 (Chevrolet 5.9 l V8)                                              | D      | 9, 10          |
| 74  | Marc Rostan          | Paul Belmondo Racing             | Porsche 911 GT2 (Porsche 3.6 l Turbo Flat-6)                                   | P      | 3              |
| 74  | Jacques Plattier     | Paul Belmondo Racing             | Porsche 911 GT2 (Porsche 3.6 l Turbo Flat-6)                                   | P      | 3              |
| 74  | Francis Werner       | Paul Belmondo Racing             | Porsche 911 GT2 (Porsche 3.6 l Turbo Flat-6)                                   | P      | 3              |
| 75  | Max Cohen-Olivar     | Swiss Team Salamin               | Porsche 911 GT2 (Porsche 3.6 l Turbo Flat-6)                                   |        | 3              |
| 75  | Bernard Schwach      | Swiss Team Salamin               | Porsche 911 GT2 (Porsche 3.6 l Turbo Flat-6)                                   |        | 3              |
| 76  | Ernst Palmberger     | Seikel Motorsport                | Porsche 911 GT2 (Porsche 3.6 l Turbo Flat-6)                                   | P      | 3, 5, 8        |
| 76  | Gerhard Marchner     | Seikel Motorsport                | Porsche 911 GT2 (Porsche 3.6 l Turbo Flat-6)                                   | P      | 3, 8           |
| 76  | Renato Mastropietro  | Seikel Motorsport                | Porsche 911 GT2 (Porsche 3.6 l Turbo Flat-6)                                   | P      | 3              |
| 76  | Peter Seikel         | Seikel Motorsport                | Porsche 911 GT2 (Porsche 3.6 l Turbo Flat-6)                                   | P      | 4              |
| 76  | Fred Rosterg         | Seikel Motorsport                | Porsche 911 GT2 (Porsche 3.6 l Turbo Flat-6)                                   | P      | 4              |
| 76  | Bernard Schwach      | Seikel Motorsport                | Porsche 911 GT2 (Porsche 3.6 l Turbo Flat-6)                                   | P      | 4              |
| 76  | Nigel Smith          | Seikel Motorsport                | Porsche 911 GT2 (Porsche 3.6 l Turbo Flat-6)                                   | P      | 5–7, 9, 10     |
| 76  | Robert Nearn         | Seikel Motorsport                | Porsche 911 GT2 (Porsche 3.6 l Turbo Flat-6)                                   | P      | 5              |
| 76  | Takashi Suzuki       | Seikel Motorsport                | Porsche 911 GT2 (Porsche 3.6 l Turbo Flat-6)                                   | P      | 6              |
| 76  | Max Cohen-Olivar     | Seikel Motorsport                | Porsche 911 GT2 (Porsche 3.6 l Turbo Flat-6)                                   | P      | 7, 9, 10       |
| 76  | Jean-François Véroux | Seikel Motorsport                | Porsche 911 GT2 (Porsche 3.6 l Turbo Flat-6)                                   | P      | 7              |
| 76  | Manfred Jurasz       | Seikel Motorsport                | Porsche 911 GT2 (Porsche 3.6 l Turbo Flat-6)                                   | P      | 8              |
| 76  | Andrew Bagnall       | Seikel Motorsport                | Porsche 911 GT2 (Porsche 3.6 l Turbo Flat-6)                                   | P      | 9, 10          |
| 87  | Gerhard Marchner     | Seikel Motorsport                | Porsche 911 GT2 (Porsche 3.6 l Turbo Flat-6)                                   | P      | 6, 9, 10       |
| 87  | Sumio Sakurai Suzuki | Seikel Motorsport                | Porsche 911 GT2 (Porsche 3.6 l Turbo Flat-6)                                   | P      | 6              |
| 87  | Tomiko Yoshikawa     | Seikel Motorsport                | Porsche 911 GT2 (Porsche 3.6 l Turbo Flat-6)                                   | P      | 6              |
| 87  | Manfred Jurasz       | Seikel Motorsport                | Porsche 911 GT2 (Porsche 3.6 l Turbo Flat-6)                                   | P      | 9, 10          |
| 87  | Christian Vogler     | Seikel Motorsport                | Porsche 911 GT2 (Porsche 3.6 l Turbo Flat-6)                                   | P      | 9              |
| 87  | Tony Burgess         | Seikel Motorsport                | Porsche 911 GT2 (Porsche 3.6 l Turbo Flat-6)                                   | P      | 10             |
| 77  | Jean-Pierre Jarier   | Sonauto Levallois                | Porsche 911 GT2 (Porsche 3.6 l Turbo Flat-6)                                   | P      | 4              |
| 77  | François Lafon       | Sonauto Levallois                | Porsche 911 GT2 (Porsche 3.6 l Turbo Flat-6)                                   | P      | 4              |
| 78  | Kálmán Bódis         | Bovi Motorsport                  | Porsche 911 GT2 (Porsche 3.6 l Turbo Flat-6)                                   |        | 5, 8           |
| 78  | Attila Barta         | Bovi Motorsport                  | Porsche 911 GT2 (Porsche 3.6 l Turbo Flat-6)                                   | 5      |                |
| 78  | Herbert Jerish       | Bovi Motorsport                  | Porsche 911 GT2 (Porsche 3.6 l Turbo Flat-6)                                   | 5      |                |
| 78  | Ferenc Rátkai        | Bovi Motorsport                  | Porsche 911 GT2 (Porsche 3.6 l Turbo Flat-6)                                   | 8      |                |
| 79  | Günther Blieninger   | RWS                              | Porsche 911 GT2 (Porsche 3.6 l Turbo Flat-6)                                   |        | 8              |
| 79  | Hans-Jörg Hofer      | RWS                              | Porsche 911 GT2 (Porsche 3.6 l Turbo Flat-6)                                   |        | 8              |
| 79  | Raffaele Sangiuolo   | RWS                              | Porsche 911 GT2 (Porsche 3.6 l Turbo Flat-6)                                   |        | 8              |
| 80  | Daniel Dror          | GP Motorsport                    | Saleen Mustang SR (Ford 5.9 l V8)                                              |        | 9, 10          |
| 80  | Simon Gregg          | GP Motorsport                    | Saleen Mustang SR (Ford 5.9 l V8)                                              |        | 9, 10          |
| 80  | Robert Schirle       | GP Motorsport                    | Saleen Mustang SR (Ford 5.9 l V8)                                              | 9      |                |
| 80  | John Young           | GP Motorsport                    | Saleen Mustang SR (Ford 5.9 l V8)                                              | 10     |                |
| 81  | Wolfgang Kaufmann    | Freisinger Motorsport            | Porsche 911 GT2 (Porsche 3.6 l Turbo Flat-6)                                   |        | 7–10           |
| 81  | Michel Ligonnet      | Freisinger Motorsport            | Porsche 911 GT2 (Porsche 3.6 l Turbo Flat-6)                                   |        | 7–10           |
| 86  | Jack Leconte         | Larbre Compétition               | Porsche 911 GT2 (Porsche 3.6 l Turbo Flat-6)                                   | M      | 9, 10          |
| 86  | Jean-Luc Chéreau     | Larbre Compétition               | Porsche 911 GT2 (Porsche 3.6 l Turbo Flat-6)                                   | M      | 9, 10          |
| 98  | David Warnock        | Cirtek Motorsport                | Saleen Mustang SR (Ford 5.9 l V8) Porsche 911 GT2 (Porsche 3.6 l Turbo Flat-6) | D      | 2, 7           |
| 98  | Robert Schirle       | Cirtek Motorsport                | Saleen Mustang SR (Ford 5.9 l V8) Porsche 911 GT2 (Porsche 3.6 l Turbo Flat-6) | D      | 2              |
| 98  | Mauro Casadei        | Cirtek Motorsport                | Saleen Mustang SR (Ford 5.9 l V8) Porsche 911 GT2 (Porsche 3.6 l Turbo Flat-6) | D      | 3              |
| 98  | Andrea Garbagnati    | Cirtek Motorsport                | Saleen Mustang SR (Ford 5.9 l V8) Porsche 911 GT2 (Porsche 3.6 l Turbo Flat-6) | D      | 3              |
| 98  | Angelo Zadra         | Cirtek Motorsport                | Saleen Mustang SR (Ford 5.9 l V8) Porsche 911 GT2 (Porsche 3.6 l Turbo Flat-6) | D      | 3              |
| 98  | Richard Nearn        | Cirtek Motorsport                | Saleen Mustang SR (Ford 5.9 l V8) Porsche 911 GT2 (Porsche 3.6 l Turbo Flat-6) | D      | 7              |
| 98  | Sascha Maassen       | Cirtek Motorsport                | Saleen Mustang SR (Ford 5.9 l V8) Porsche 911 GT2 (Porsche 3.6 l Turbo Flat-6) | D      | 7              |

## Rennkalender und Ergebnisse
| Runde | Rennen (Strecke)                            | Datum         | Pole-Position               | Schnellste Runde | Gesamtsieger                | Fahrzeug              |
| ----- | ------------------------------------------- | ------------- | --------------------------- | ---------------- | --------------------------- | --------------------- |
| 1     | 500-km-Rennen von Oschersleben Oschersleben | 12. April     | Uwe Alzen Jörg Müller       | Jörg Müller      | Klaus Ludwig Ricardo Zonta  | Mercedes-Benz CLK GTR |
| 2     | 500-km-Rennen von Silverstone Silverstone   | 17. Mai       | Allan McNish Bob Wollek     | Uwe Alzen        | Bernd Schneider Mark Webber | Mercedes-Benz CLK GTR |
| 3     | 500-km-Rennen von Hockenheim Hockenheimring | 28. Juni      | Bernd Schneider Mark Webber | Bernd Schneider  | Bernd Schneider Mark Webber | Mercedes-Benz CLK LM  |
| 4     | 500-km-Rennen von Dijon Dijon               | 12. Juli      | Bernd Schneider Mark Webber | Bernd Schneider  | Klaus Ludwig Ricardo Zonta  | Mercedes-Benz CLK LM  |
| 5     | 500-km-Rennen von Budapest Hungaroring      | 19. Juli      | Bernd Schneider Mark Webber | Klaus Ludwig     | Bernd Schneider Mark Webber | Mercedes-Benz CLK LM  |
| 6     | 1000-km-Rennen von Suzuka Suzuka            | 23. August    | Bernd Schneider Mark Webber | Allan McNish     | Bernd Schneider Mark Webber | Mercedes-Benz CLK LM  |
| 7     | 500-km-Rennen von Donington Donington Park  | 6. September  | Klaus Ludwig Ricardo Zonta  | Bernd Schneider  | Bernd Schneider Mark Webber | Mercedes-Benz CLK LM  |
| 8     | 500-km-Rennen von Zeltweg A1-Ring           | 20. September | Klaus Ludwig Ricardo Zonta  | Bernd Schneider  | Klaus Ludwig Ricardo Zonta  | Mercedes-Benz CLK LM  |
| 9     | 500-km-Rennen von Homestead Homestead       | 18. Oktober   | Klaus Ludwig Ricardo Zonta  | Bernd Schneider  | Klaus Ludwig Ricardo Zonta  | Mercedes-Benz CLK LM  |
| 10    | 500-km-Rennen von Laguna Seca Laguna Seca   | 25. Oktober   | Klaus Ludwig Ricardo Zonta  | Ricardo Zonta    | Klaus Ludwig Ricardo Zonta  | Mercedes-Benz CLK LM  |

## Meisterschaftsergebnisse

### Punktesystem
Punkte wurden an die ersten 6 klassifizierten Fahrer in folgender Anzahl vergeben:
| Platz  | 1. | 2. | 3. | 4. | 5. | 6. |
| Punkte | 10 | 6  | 4  | 3  | 2  | 1  |

Die Teams erhielten für alle klassifizierten Rennwagen Punkte. Für eine Klassifizierung mussten die Fahrzeuge unter den ersten 6 Plätze fahren und mindestens 75 % der Renndistanz zurücklegen.

### GT1-Fahrerwertung
| Platz | Fahrer                   | OSC | SIL | HOC | DIJ | HUN | SUZ | DON | ZEL | HOM | LAG | Punkte |
| ----- | ------------------------ | --- | --- | --- | --- | --- | --- | --- | --- | --- | --- | ------ |
| 1     | Klaus Ludwig             | 1   | 4   | 2   | 1   | 2   | 2   | 2   | 1   | 1   | 1   | 77     |
| 1     | Ricardo Zonta            | 1   | 4   | 2   | 1   | 2   | 2   | 2   | 1   | 1   | 1   | 77     |
| 2     | Bernd Schneider          | 3   | 1   | 1   | 9   | 1   | 1   | 1   | 2   | 4   | 2   | 69     |
| 2     | Mark Webber              | 3   | 1   | 1   | 9   | 1   | 1   | 1   | 2   | 4   | 2   | 69     |
| 3     | Allan McNish             | 7   | DNF | 6   | 2   | 3   | 3   | 3   | 3   | 3   | DNF | 27     |
| 3     | Yannick Dalmas           | 7   |     | 6   | 2   | 3   | 3   | 3   | 3   | 3   | DNF | 27     |
| 4     | Jörg Müller              | 8   | 2   | 8   | 11  | 4   | DNF | 4   | 8   | 2   | 3   | 22     |
| 5     | Uwe Alzen                | 8   | 2   | 8   | 11  |     | DNF | 4   | 8   | 2   | 3   | 19     |
| 6     | Marcel Tiemann           | 2   | DNF | 4   | 5   | DNF | 7   | 5   | 5   | 5   | 7   | 17     |
| 6     | Jean-Marc Gounon         | 2   | DNF | 4   | 5   | DNF | 7   | 5   | 5   | 5   | 7   | 17     |
| 7     | David Brabham            | 5   | 8   | 3   | 3   | 6   |     | DNF |     | 6   | 4   | 15     |
| 7     | Éric Bernard             | 5   | 8   | 3   | 3   | 6   |     | DNF |     | 6   | 4   | 15     |
| 8     | Michael Bartels          | 6   | 3   | 7   | 6   | 5   | 6   | NC  | 4   | 7   | 5   | 14     |
| 9     | Armin Hahne              | 6   | 3   | 7   | 6   | 5   | 8   | 6   | 9   | DNS |     | 9      |
| 10    | Christophe Bouchut       | DNF | 7   | 10  | 4   | DNS | 4   | 8   | 10  | DNF | 6   | 7      |
| 10    | Bernd Mayländer          | DNF | 7   | 10  | 4   | DNS | 4   | 8   | 10  | DNF | 6   | 7      |
| 11    | Andreas Scheld           | 4   | 5   | DNF | 7   | DNF | 6   | 6   | 9   | DNS |     | 7      |
| 12    | Alexander Grau           | 4   | 5   | DNF | 7   | DNF | 6   |     |     |     |     | 6      |
| 13    | Max Angelelli            |     |     |     |     |     |     | NC  | 4   | 7   | 5   | 5      |
| 14    | Stéphane Ortelli         |     |     |     |     |     | 3   |     |     |     |     | 4      |
| 15    | Geoff Lees               | DNF | 6   | 5   |     | DNF | DNF | 7   | 6   |     |     | 4      |
| 15    | Thomas Bscher            | DNF | 6   | 5   |     | DNF | DNF | 7   | 6   |     |     | 4      |
| 16    | Bob Wollek               |     | DNF |     | 8   | 4   | DNF |     |     |     |     | 3      |
| 17    | Christophe Tinseau       |     |     |     |     |     | 5   |     | 7   |     |     | 2      |
| 17    | Franck Lagorce           |     |     |     |     |     | 5   |     | 7   |     |     | 2      |
| 18    | Johnny O’Connell         |     |     |     |     |     | 5   |     |     |     |     | 2      |
| 19    | Mike Hezemans            | WD  | DNF | DNS |     |     |     |     |     |     |     | 0      |
| 19    | Jan Lammers              | WD  | DNF | DNS |     |     |     |     |     |     |     | 0      |
| 19    | Rainer Bonnetsmüller     | WD  | DNF | DNS |     |     |     |     |     |     |     | 0      |
| 19    | Manfred Jurasz           | WD  | DNF | DNS |     |     |     |     |     |     |     | 0      |
| 19    | Stefan Hackl             |     | DNF |     |     |     |     |     |     |     |     | 0      |
| 19    | Jean-Luc Maury-Laribière |     | DNF | 9   | 10  |     |     |     |     |     |     | 0      |
| 19    | Patrick Caternet         |     | DNF | 9   | 10  |     |     |     |     |     |     | 0      |
| 19    | Steffen Widmann          |     |     | 9   |     |     |     |     |     |     |     | 0      |
| 19    | Patrice Goueslard        |     |     |     | 8   | DNF |     |     |     |     |     | 0      |
| 19    | Carl Rosenblad           |     |     |     | 8   |     |     |     |     |     |     | 0      |
| 19    | Jack Leconte             |     |     |     |     | DNF |     |     |     |     |     | 0      |
| 19    | Jean-Luc Chéreau         |     |     |     |     | DNF |     |     |     |     |     | 0      |
| 19    | Fabien Giroix            |     |     |     |     |     | 8   |     |     |     |     | 0      |
| 19    | Jean-Denis Delétraz      |     |     |     |     |     | 8   |     |     |     |     | 0      |
| 19    | Michael Fielder          |     |     | DNS |     |     |     |     |     |     |     | 0      |
| Platz | Fahrer                   | OSC | SIL | HOC | DIJ | HUN | SUZ | DON | ZEL | HOM | LAG | Punkte |

| Legende  | Legende            | Legende                                                          |
| Farbe    | Abkürzung          | Bedeutung                                                        |
| -------- | ------------------ | ---------------------------------------------------------------- |
| Gold     | –                  | Sieg                                                             |
| Silber   | –                  | 2. Platz                                                         |
| Bronze   | –                  | 3. Platz                                                         |
| Grün     | –                  | Platzierung in den Punkten                                       |
| Blau     | –                  | Klassifiziert außerhalb der Punkteränge                          |
| Violett  | DNF                | Rennen nicht beendet (did not finish)                            |
| Violett  | NC                 | nicht klassifiziert (not classified)                             |
| Rot      | DNQ                | nicht qualifiziert (did not qualify)                             |
| Rot      | DNPQ               | in Vorqualifikation gescheitert (did not pre-qualify)            |
| Schwarz  | DSQ                | disqualifiziert (disqualified)                                   |
| Weiß     | DNS                | nicht am Start (did not start)                                   |
| Weiß     | WD                 | zurückgezogen (withdrawn)                                        |
| Hellblau | PO                 | nur am Training teilgenommen (practiced only)                    |
| Hellblau | TD                 | Freitags-Testfahrer (test driver)                                |
| ohne     | DNP                | nicht am Training teilgenommen (did not practice)                |
| ohne     | INJ                | verletzt oder krank (injured)                                    |
| ohne     | EX                 | ausgeschlossen (excluded)                                        |
| ohne     | DNA                | nicht erschienen (did not arrive)                                |
| ohne     | C                  | Rennen abgesagt (cancelled)                                      |
| ohne     | keine WM-Teilnahme |                                                                  |
| sonstige | P/fett             | Pole-Position                                                    |
| sonstige | 1/2/3/4/5/6/7/8    | Punktplatzierung im Sprint-/Qualifikationsrennen                 |
| sonstige | SR/kursiv          | Schnellste Rennrunde                                             |
| sonstige | *                  | nicht im Ziel, aufgrund der zurückgelegten Distanz aber gewertet |
| sonstige | ()                 | Streichresultate                                                 |
| sonstige | unterstrichen      | Führender in der Gesamtwertung                                   |

### GT2-Fahrerwertung
| Platz | Fahrer              | OSC | SIL | HOC | DIJ | HUN | SUZ | DON | ZEL | HOM | LAG | Punkte |
| ----- | ------------------- | --- | --- | --- | --- | --- | --- | --- | --- | --- | --- | ------ |
| 1     | Olivier Beretta     | 1   | 1   | 1   | 1   | 2   | 1   | 1   | 2   | 1   | 1   | 92     |
| 1     | Pedro Lamy          | 1   | 1   | 1   | 1   | 2   | 1   | 1   | 2   | 1   | 1   | 92     |
| 2     | Karl Wendlinger     | 2   | DNF | 2   | 2   | DNF | 2   | 3   | 1   | DNF | DNS | 38     |
| 3     | Bruno Eichmann      | DSQ | DNF | 3   | 5   | 1   | DNF | 12  | 9   | 12  | 2   | 22     |
| 4     | Justin Bell         |     | DNF |     |     |     | 2   | 3   | 1   |     |     | 20     |
| 5     | Franz Konrad        | 3   | 7   | 11  | 4   | DNS | 4   | 2   | 3   | DNF | DNF | 20     |
| 6     | David Donohue       | 2   |     | 2   | 2   |     |     |     |     | DNF | DNS | 18     |
| 7     | Sascha Maassen      | DSQ | DNF | 3   | 5   | 1   | DNF | 10  | 6   |     |     | 17     |
| 8     | Gerd Ruch           | 7   | 2   | 5   | 15  | 4   | 5   | DNF | 8   | DNF | 5   | 15     |
| 8     | Michel Neugarten    | 7   | 2   | 5   | 15  | 4   | 5   | DNF | 8   | DNF | 5   | 15     |
| 9     | Michael Trunk       | 5   | 8   | 13  | 6   | 5   |     | 7   | 5   | 4   | 3   | 14     |
| 9     | Bernhard Müller     | 5   | 8   | 13  | 6   | 5   |     | 7   | 5   | 4   | 3   | 14     |
| 10    | Altfrid Heger       |     |     |     |     | DNS | 4   | 2   | 3   |     |     | 13     |
| 11    | Cor Euser           | 6   | DNF | DNF | DNF | 3   | 3   | DSQ | DNF | 3   | DNF | 13     |
| 11    | Harald Becker       | 6   | DNF | DNF | DNF | 3   | 3   | DSQ | DNF | 3   | DNF | 13     |
| 12    | Marco Spinelli      | 7   | 2   | 5   | 15  | 4   |     | DNF | 8   |     |     | 11     |
| 13    | Dominique Dupuy     |     |     |     |     |     | 1   |     |     |     |     | 10     |
| 14    | Claudia Hürtgen     | DNF | DNF | 4   | 7   | DNS | 7   | 13  | 13  | 2   | DNF | 9      |
| 15    | Stéphane Ortelli    | DNF | DNF | 4   |     | DNS |     | 13  | 13  | 2   | DNF | 9      |
| 16    | Michel Ligonnet     |     |     |     |     |     | 5   | 4   | 4   | 6   | DNF | 9      |
| 17    | Christian Vann      |     |     | DNF | DNF |     | 3   | DSQ | DNF | 3   | DNF | 8      |
| 18    | Wolfgang Kaufmann   |     |     |     |     |     |     | 4   | 4   | 6   | DNF | 7      |
| 19    | André Ahrlé         | 9   | 10  | 14  | 10  | 6   | DNF | 12  | 6   | 5   | 4   | 7      |
| 20    | Mike Hezemans       |     |     |     |     |     | 7   | 12  | 9   | 12  | 2   | 6      |
| 21    | Hideshi Matsuda     |     |     |     |     |     | 2   |     |     |     |     | 6      |
| 22    | Stéphane Sallaz     |     |     |     | 4   |     | 4   |     |     |     |     | 6      |
| 23    | Uwe Sick            | 10  | 3   | 6   | 9   | 8   | DNF | DNF | DNF | DNS | DNF | 5      |
| 23    | Axel Röhr           | 10  | 3   | 6   | 9   | 8   |     | DNF | DNF | DNS | DNF | 5      |
| 24    | Martin Stretton     | 4   | 9   | 7   | 15  | DNF | DNF | 5   | 7   | 7   | 10  | 5      |
| 24    | Toni Seiler         | 4   | 9   | 7   | 15  | DNF |     | 5   | 7   | 7   | 10  | 5      |
| 25    | Nick Ham            | 3   | 7   | 11  |     |     |     |     |     |     |     | 4      |
| 26    | Jean-Pierre Jarier  |     |     | 3   |     |     |     |     |     |     |     | 4      |
| 26    | François Lafon      |     |     | 3   |     |     |     |     |     |     |     | 4      |
| 27    | Matt Turner         | DNF | 5   |     |     |     | 6   | 6   |     |     |     | 4      |
| 28    | Gerold Ried         | 12  | 4   | DNF | 12  | 9   | 9   | 9   | DNF | DNF | 7   | 3      |
| 28    | Patrick Vuillaume   | 12  | 4   | DNF | 12  | 9   | 9   | 9   | DNF | DNF | 7   | 3      |
| 29    | Rob Schirle         |     | DNF |     |     |     |     |     |     | DNS | 4   | 3      |
| 29    | Dirk Layer          |     |     |     |     |     |     |     |     |     | 4   | 3      |
| 30    | Hans Hugenholtz Jr. |     | 5   |     |     |     | 6   |     |     | DNF | 8   | 3      |
| 31    | Zak Brown           |     |     |     |     |     |     |     |     | DNF | 5   | 2      |
| 31    | Andy Pilgrim        |     |     |     |     |     |     |     |     | 5   |     | 2      |
| 32    | Ni Amorim           | 8   | 6   | DNF | 11  | DNS |     | 6   | DNF | DNF | 8   | 2      |
| 33    | Gonçalo Gomes       | 8   | 6   | DNF |     |     |     |     |     |     |     | 1      |
| 34    | Ratanakul Prutirat  | 9   |     | 14  | 10  | 6   | DNF |     |     |     |     | 1      |
| 35    | Hiroshi Sakai       |     |     |     |     |     | 6   |     |     |     |     | 1      |
| 35    | Martin Short        |     |     |     |     |     |     | 6   |     |     |     | 1      |
| 35    | Simon Gregg         |     |     |     |     |     |     |     |     | DNS | 6   | 1      |
| 35    | Daniel Dror         |     |     |     |     |     |     |     |     | DNS | 6   | 1      |
| 35    | John Young          |     |     |     |     |     |     |     |     |     | 6   | 1      |
| Platz | Fahrer              | OSC | SIL | HOC | DIJ | HUN | SUZ | DON | ZEL | HOM | LAG | Punkte |

### GT1-Teamwertung
| Platz | Team                    | OSC | SIL | HOC | DIJ | HUN | SUZ | DON | ZEL | HOM | LAG | Punkte |
| ----- | ----------------------- | --- | --- | --- | --- | --- | --- | --- | --- | --- | --- | ------ |
| 1     | AMG-Mercedes            | 1   | 1   | 1   | 1   | 1   | 1   | 1   | 1   | 1   | 1   | 146    |
| 1     | AMG-Mercedes            | 3   | 4   | 2   | 9   | 2   | 2   | 2   | 2   | 4   | 2   | 146    |
| 2     | Porsche AG              | 7   | 2   | 6   | 2   | 3   | 3   | 3   | 3   | 2   | 3   | 49     |
| 2     | Porsche AG              | 8   | DNF | 8   | 11  | 4   | DNF | 4   | 8   | 3   | DNF | 49     |
| 3     | Team Persson Motorsport | 2   | 7   | 4   | 4   | DNF | 4   | 5   | 5   | 5   | 6   | 24     |
| 3     | Team Persson Motorsport | DNF | DNF | 10  | 5   | DNS | 7   | 8   | 10  | DNF | 7   | 24     |
| 4     | Zakspeed Racing         | 4   | 3   | 7   | 6   | 5   | 6   | 6   | 4   | 7   | 5   | 20     |
| 4     | Zakspeed Racing         | 6   | 5   | DNF | 7   | DNF | 8   | NC  | 9   | DNS |     | 20     |
| 5     | DAMS                    | 5   | 8   | 3   | 3   | 6   | 5   | DNF | 7   | 6   | 4   | 17     |
| 6     | Davidoff Classic        | DNF | 6   | 5   |     | DNF | DNF | 7   | 6   |     |     | 4      |
| 7     | Larbre Compétition      |     |     |     | 8   | DNF |     |     |     |     |     | 0      |
| 7     | Parabolica Motorsports  | WD  | DNF | 9   | 10  |     |     |     |     |     |     | 0      |
| 7     | Team Hezemans           | WD  | DNF | DNS |     |     |     |     |     |     |     | 0      |
| 7     | Team Hezemans           | WD  | DNF | DNS |     |     |     |     |     |     |     | 0      |

| Legende  | Legende            | Legende                                                          |
| Farbe    | Abkürzung          | Bedeutung                                                        |
| -------- | ------------------ | ---------------------------------------------------------------- |
| Gold     | –                  | Sieg                                                             |
| Silber   | –                  | 2. Platz                                                         |
| Bronze   | –                  | 3. Platz                                                         |
| Grün     | –                  | Platzierung in den Punkten                                       |
| Blau     | –                  | Klassifiziert außerhalb der Punkteränge                          |
| Violett  | DNF                | Rennen nicht beendet (did not finish)                            |
| Violett  | NC                 | nicht klassifiziert (not classified)                             |
| Rot      | DNQ                | nicht qualifiziert (did not qualify)                             |
| Rot      | DNPQ               | in Vorqualifikation gescheitert (did not pre-qualify)            |
| Schwarz  | DSQ                | disqualifiziert (disqualified)                                   |
| Weiß     | DNS                | nicht am Start (did not start)                                   |
| Weiß     | WD                 | zurückgezogen (withdrawn)                                        |
| Hellblau | PO                 | nur am Training teilgenommen (practiced only)                    |
| Hellblau | TD                 | Freitags-Testfahrer (test driver)                                |
| ohne     | DNP                | nicht am Training teilgenommen (did not practice)                |
| ohne     | INJ                | verletzt oder krank (injured)                                    |
| ohne     | EX                 | ausgeschlossen (excluded)                                        |
| ohne     | DNA                | nicht erschienen (did not arrive)                                |
| ohne     | C                  | Rennen abgesagt (cancelled)                                      |
| ohne     | keine WM-Teilnahme |                                                                  |
| sonstige | P/fett             | Pole-Position                                                    |
| sonstige | 1/2/3/4/5/6/7/8    | Punktplatzierung im Sprint-/Qualifikationsrennen                 |
| sonstige | SR/kursiv          | Schnellste Rennrunde                                             |
| sonstige | *                  | nicht im Ziel, aufgrund der zurückgelegten Distanz aber gewertet |
| sonstige | ()                 | Streichresultate                                                 |
| sonstige | unterstrichen      | Führender in der Gesamtwertung                                   |

### GT2-Teamwertung
| Platz | Team                             | OSC | SIL | HOC | DIJ | HUN | SUZ | DON | ZEL | HOM | LAG | Punkte |
| ----- | -------------------------------- | --- | --- | --- | --- | --- | --- | --- | --- | --- | --- | ------ |
| 1     | Viper Team Oreca                 | 1   | 1   | 1   | 1   | 2   | 1   | 1   | 1   | 1   | 1   | 130    |
| 1     | Viper Team Oreca                 | 2   | DNF | 2   | 2   | DNF | 2   | 3   | 2   | DNF | DNS | 130    |
| 2     | Roock Racing                     | DNF | DNF | 3   | 5   | 1   | 7   | 12  | 9   | 2   | 2   | 31     |
| 2     | Roock Racing                     | DSQ | DNF | 4   | 7   | DNS | DNF | 13  | 13  | 12  | DNF | 31     |
| 3     | Konrad Motorsport                | 3   | 7   | 7   | 4   | DNF | 4   | 2   | 3   | 7   | 10  | 25     |
| 3     | Konrad Motorsport                | 4   | 9   | 11  | 15  | DNS | DNF | 5   | 7   | DNF | DNF | 25     |
| 4     | Elf Haberthur Racing             | 7   | 2   | 5   | 13  | 4   | 5   | 11  | 8   | 9   | 5   | 15     |
| 4     | Elf Haberthur Racing             | DNF |     | 9   | 14  | DNF | 10  | Ret | 11  | DNF | DNF | 15     |
| 5     | Krauss Race Sports International | 5   | 8   | 13  | 6   | 5   |     | 7   | 5   | 4   | 3   | 14     |
| 6     | Marcos Racing International      | 6   | DNF | DNF | DNF | 3   | 3   | DSQ | DNF | 3   | DNF | 13     |
| 6     | Marcos Racing International      |     |     |     |     |     |     |     |     | 13  | DNF | 13     |
| 7     | Freisinger Motorsport            |     |     |     |     |     |     | 4   | 4   | 6   | DNF | 7      |
| 8     | Roock Sportsystem                | 9   | 10  | 14  | 10  | 6   | Ret | DSQ | 6   | 5   | 4   | 7      |
| 9     | Stadler Motorsport               | 10  | 3   | 6   | 9   | 8   | DNF | DNF | DNF | DNS | DNF | 5      |
| 10    | Chamberlain Engineering          | 8   | 5   | DNF | 11  | DNS | 6   | 6   | DNF | DNF | 8   | 5      |
| 10    | Chamberlain Engineering          | DNF | 6   |     |     |     |     |     |     |     |     | 5      |
| 11    | Sonauto Levallois                |     |     |     | 3   |     |     |     |     |     |     | 4      |
| 12    | Proton Competition               | 11  | 4   | 8   | 8   | 9   | 9   | 8   | 12  | DNF | 7   | 3      |
| 12    | Proton Competition               | 12  | DNF | DNF | 12  | 10  |     | 9   | DNF |     |     | 3      |
| 13    | GP Motorsport                    |     |     |     |     |     |     |     |     | DNS | 6   | 1      |
| 14    | Cirtek Motorsport                |     | DNF | 10  |     |     |     | 10  |     |     |     | 0      |
| 14    | Seikel Motorsport                |     |     | 12  | DNF | 7   | 8   | DNF | DNF | 8   | 9   | 0      |
| 14    | Seikel Motorsport                |     |     |     |     |     | 11  |     |     | 10  | DNF | 0      |
| 14    | Paul Belmondo Racing             |     |     | DNF |     |     |     |     |     |     |     | 0      |
| 14    | Swiss Team Salamin               |     |     | DNS |     |     |     |     |     |     |     | 0      |
| 14    | Bovi Motorsport                  |     |     |     |     | DNF |     |     | DNF |     |     | 0      |
| 14    | RWS                              |     |     |     |     |     |     |     | 10  |     |     | 0      |
| 14    | Remus Racing                     |     |     |     |     |     |     |     | DNF |     |     | 0      |
| 14    | Larbre Compétition               |     |     |     |     |     |     |     |     | 11  | DNF | 0      |
| 14    | Saleen-Allen Speedlab            |     |     |     |     |     |     |     |     |     | DNS | 0      |